# دادرس ناحیه
دادرس ناحیه (ایتالیایی: La pretora، ت. «The Magistrate») یک کمدی سکسی سبک ایتالیایی به کارگردانی لوچو فولچی است که در سال ۱۹۷۶ منتشر شد. داستان فیلم درباره دادرس سختگیر و انعطاف‌ناپذیر شهری کوچک در ایتالیا است که دشمنانش می‌فهمند او خواهری بدنام دارد و از این راه قصد دارند به او ضربه بزنند. این فیلم با نام «گناه خواهر خوشگل» در ایران به نمایش درآمده است.

## بازیگران
- ادویژ فنش
- راف لوکا
- جانکارلو دتوری
- ماریو مارانتسانا
- کارلو اسپوزیتو
- والتر والدی
- جانی آگوس
- اورسته لیونلو